# Neosybra cylindrica
Neosybra cylindrica là một loài bọ cánh cứng trong họ Cerambycidae.